# Service des impôts des entreprises
En France, un service des impôts des entreprises (SIE) désigne un service déconcentré de la direction générale des Finances publiques (DGFIP) à l'échelle locale. Au nombre de 791 sur le territoire national, ils sont chargés de recouvrer l'ensemble des impôts dus par les professionnels.
La création des services des impôts des entreprises au 1er janvier 2006 est l'aboutissement d'un processus entamé par l'ancienne direction générale des Impôts au début des années 2000 visant à créer un interlocuteur fiscal unique pour les professionnels. 
Ce processus est engagé en 2002 par le transfert des dossiers des professionnels, et notamment des déclarations de TVA des centres des impôts (chargés de calculer l'impôt) aux recettes des impôts. 2004 a vu le basculement  du recouvrement de la taxe sur les salaires et de l'impôt sur les sociétés, jusqu'alors pris en charge par les trésoreries de l'ancienne Direction générale de la Comptabilité publique, vers les recettes. Dans le même temps, la gestion des demandes de remboursement des crédits de TVA effectuées par les entreprises a été transférée des directions des services fiscaux aux recettes. 
Cette réforme des attributions des recettes des impôts a trouvé son aboutissement au 1er janvier 2006 lorsque celles-ci sont devenues les services des impôts des entreprises (SIE).
Depuis la suppression de la taxe professionnelle et la création de la contribution économique territoriale (CET), les SIE sont aussi chargés du recouvrement de cette dernière.